# Ramequin

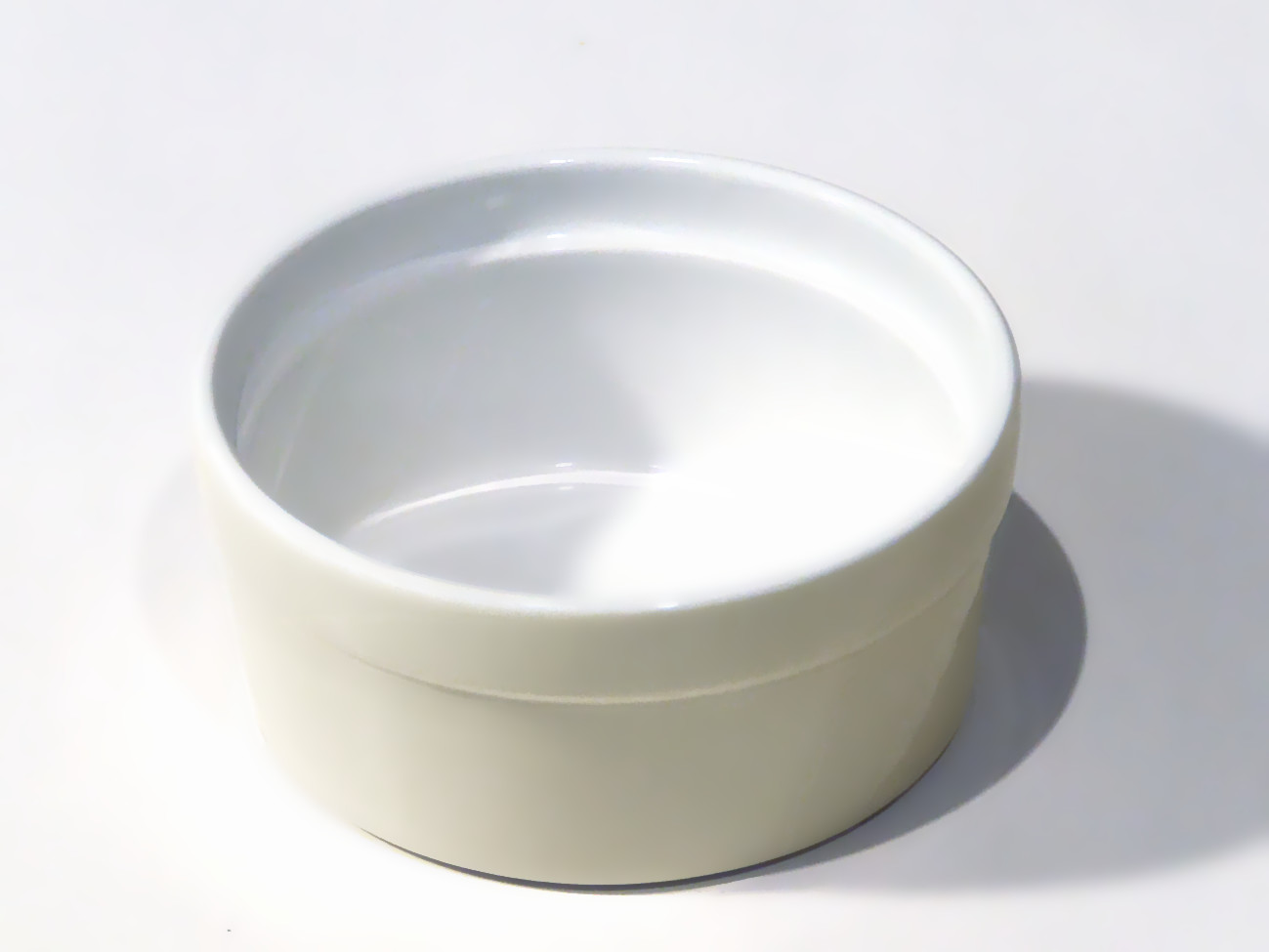
Ramequin

Een ramequin is een klein potje van glas of porselein, waarin één portie van een gerecht of nagerecht kan worden bereid én geserveerd. Het potje heeft een diameter van ongeveer 10-20 centimeter en kan goed de warmte gelijkmatig door het gerecht verspreiden.
Een voorbeeld van een nagerecht dat typisch in een ramequin wordt geserveerd, is crème brûlée. Voor de introductie van papieren en aluminium bakvormpjes werden ook cupcakes in een ramequin bereid. Een ontbijtgerecht dat in een ramequin bereid wordt, is Oeuf en cocotte.